# Élections municipales de 2001 en Estrie
Les élections municipales québécoises de 2001 se déroulent le 4 novembre 2001. Elles permettent d'élire les maires et les conseillers de chacune des municipalités locales du Québec, ainsi que les préfets de quelques municipalités régionales de comté.

## Estrie

### Ascot Corner
| Poste/District              | Élu                  | Type d'élection |
| --------------------------- | -------------------- | --------------- |
| Maire                       | Johanne Demers-Blais | Scrutin         |
| Taux de participation: 36 % |                      |                 |

### Audet
| Poste/District             | Élu           | Type d'élection |
| -------------------------- | ------------- | --------------- |
| Maire                      | André Grenier | Sans opposition |
| Taux de participation: n/a |               |                 |

### Ayer's Cliff
| Poste/District              | Élu           | Type d'élection |
| --------------------------- | ------------- | --------------- |
| Maire                       | Vincent Gérin | Scrutin         |
| Taux de participation: 65 % |               |                 |

### Barnston-Ouest
| Poste/District             | Élu           | Type d'élection |
| -------------------------- | ------------- | --------------- |
| Maire                      | Michel Belzil | Sans opposition |
| Taux de participation: n/a |               |                 |

### Bolton-Est
| Poste/District             | Élu               | Type d'élection |
| -------------------------- | ----------------- | --------------- |
| Maire                      | Joan Westland-Eby | Sans opposition |
| Taux de participation: n/a |                   |                 |

### Bury
| Poste/District              | Élu            | Type d'élection |
| --------------------------- | -------------- | --------------- |
| Maire                       | Orvil Anderson | Scrutin         |
| Taux de participation: 52 % |                |                 |

### Chartierville
| Poste/District              | Élu         | Type d'élection |
| --------------------------- | ----------- | --------------- |
| Maire                       | Noël Pratte | Scrutin         |
| Taux de participation: 79 % |             |                 |

### Courcelles
| Poste/District             | Élu              | Type d'élection |
| -------------------------- | ---------------- | --------------- |
| Maire                      | Fernand Coulombe | Sans opposition |
| Taux de participation: n/a |                  |                 |

### Dixville
| Poste/District             | Élu           | Type d'élection |
| -------------------------- | ------------- | --------------- |
| Maire                      | Réal Ouimette | Sans opposition |
| Taux de participation: n/a |               |                 |

### East Hereford
| Poste/District             | Élu                | Type d'élection |
| -------------------------- | ------------------ | --------------- |
| Maire                      | Richard Belleville | Sans opposition |
| Taux de participation: n/a |                    |                 |

### Eastman
| Poste/District              | Élu                | Type d'élection |
| --------------------------- | ------------------ | --------------- |
| Maire                       | Gérard Marinovitch | Scrutin         |
| Taux de participation: 66 % |                    |                 |

### Hampden
| Poste/District             | Élu              | Type d'élection |
| -------------------------- | ---------------- | --------------- |
| Maire                      | Emmanuel Prévost | Sans opposition |
| Taux de participation: n/a |                  |                 |

### Hatley (municipalité de canton)
| Poste/District             | Élu          | Type d'élection |
| -------------------------- | ------------ | --------------- |
| Maire                      | Pierre Levac | Sans opposition |
| Taux de participation: n/a |              |                 |

### Kingsbury
| Poste/District             | Élu            | Type d'élection |
| -------------------------- | -------------- | --------------- |
| Maire                      | Jean Dandurand | Sans opposition |
| Taux de participation: n/a |                |                 |

### La Patrie
| Poste/District             | Élu           | Type d'élection |
| -------------------------- | ------------- | --------------- |
| Maire                      | Jacques Blais | Sans opposition |
| Taux de participation: n/a |               |                 |

### Lac-Drolet
| Poste/District             | Élu             | Type d'élection |
| -------------------------- | --------------- | --------------- |
| Maire                      | Jean-Guy Gagnon | Sans opposition |
| Taux de participation: n/a |                 |                 |

### Lawrenceville
| Poste/District             | Élu            | Type d'élection |
| -------------------------- | -------------- | --------------- |
| Maire                      | Jacques Dupont | Sans opposition |
| Taux de participation: n/a |                |                 |

### Lingwick
| Poste/District              | Élu             | Type d'élection |
| --------------------------- | --------------- | --------------- |
| Maire                       | Réjeanne Bureau | Scrutin         |
| Taux de participation: 80 % |                 |                 |

### Maricourt
| Poste/District             | Élu           | Type d'élection |
| -------------------------- | ------------- | --------------- |
| Maire                      | Michael Selby | Scrutin         |
| Taux de participation: n/d |               |                 |

### Martinville
| Poste/District              | Élu                       | Type d'élection |
| --------------------------- | ------------------------- | --------------- |
| Maire                       | Arlette Champagne-Lessard | Scrutin         |
| Taux de participation: 88 % |                           |                 |

### Melbourne
| Poste/District             | Élu            | Type d'élection |
| -------------------------- | -------------- | --------------- |
| Maire                      | Daryl Grainger | Sans opposition |
| Taux de participation: n/a |                |                 |

### Milan
| Poste/District              | Élu           | Type d'élection |
| --------------------------- | ------------- | --------------- |
| Maire                       | Claude Busque | Scrutin         |
| Taux de participation: 63 % |               |                 |

### North Hatley
| Poste/District             | Élu          | Type d'élection |
| -------------------------- | ------------ | --------------- |
| Maire                      | Stéphan Doré | Scrutin         |
| Taux de participation: n/d |              |                 |

### Notre-Dame-des-Bois
| Poste/District              | Élu                | Type d'élection |
| --------------------------- | ------------------ | --------------- |
| Maire                       | Jean-Denis Turgeon | Scrutin         |
| Taux de participation: 74 % |                    |                 |

### Ogden
| Poste/District             | Élu            | Type d'élection |
| -------------------------- | -------------- | --------------- |
| Maire                      | Michael Sudlow | Sans opposition |
| Taux de participation: n/a |                |                 |

### Orford
| Poste/District             | Élu             | Type d'élection |
| -------------------------- | --------------- | --------------- |
| Maire                      | Jacques Delorme | Sans opposition |
| Taux de participation: n/a |                 |                 |

### Piopolis
| Poste/District             | Élu           | Type d'élection |
| -------------------------- | ------------- | --------------- |
| Maire                      | André Mercier | Sans opposition |
| Taux de participation: n/a |               |                 |

### Potton
| Poste/District              | Élu            | Type d'élection |
| --------------------------- | -------------- | --------------- |
| Maire                       | Claude Laplume | Scrutin         |
| Taux de participation: 53 % |                |                 |

### Saint-Adrien
| Poste/District             | Élu             | Type d'élection |
| -------------------------- | --------------- | --------------- |
| Maire                      | Pierre Therrien | Sans opposition |
| Taux de participation: n/a |                 |                 |

### Saint-Augustin-de-Woburn
| Poste/District             | Élu            | Type d'élection |
| -------------------------- | -------------- | --------------- |
| Maire                      | Francine Blais | Sans opposition |
| Taux de participation: n/a |                |                 |

### Saint-Camille
| Poste/District             | Élu                  | Type d'élection |
| -------------------------- | -------------------- | --------------- |
| Maire                      | Henri-Paul Bellerose | Sans opposition |
| Taux de participation: n/a |                      |                 |

### Saint-Claude
| Poste/District             | Élu               | Type d'élection |
| -------------------------- | ----------------- | --------------- |
| Maire                      | France L.-Maurice | Sans opposition |
| Taux de participation: n/a |                   |                 |

### Saint-Herménégilde
| Poste/District             | Élu              | Type d'élection |
| -------------------------- | ---------------- | --------------- |
| Maire                      | Jean-Marc Dupont | Sans opposition |
| Taux de participation: n/a |                  |                 |

### Saint-Joseph-de-Ham-Sud
| Poste/District             | Élu             | Type d'élection |
| -------------------------- | --------------- | --------------- |
| Maire                      | Renald Boisvert | Sans opposition |
| Taux de participation: n/a |                 |                 |

### Saint-Malo
| Poste/District             | Élu          | Type d'élection |
| -------------------------- | ------------ | --------------- |
| Maire                      | Luc Lévesque | Sans opposition |
| Taux de participation: n/a |              |                 |

### Saint-Robert-Bellarmin
| Poste/District              | Élu              | Type d'élection |
| --------------------------- | ---------------- | --------------- |
| Maire                       | Jeannot Lachance | Scrutin         |
| Taux de participation: 86 % |                  |                 |

### Saint-Venant-de-Paquette
| Poste/District             | Élu            | Type d'élection |
| -------------------------- | -------------- | --------------- |
| Maire                      | Roland Lavigne | Sans opposition |
| Taux de participation: n/a |                |                 |

### Sainte-Anne-de-la-Rochelle
| Poste/District             | Élu             | Type d'élection |
| -------------------------- | --------------- | --------------- |
| Maire                      | Robert Gosselin | Sans opposition |
| Taux de participation: n/a |                 |                 |

### Sainte-Cécile-de-Whitton
| Poste/District             | Élu         | Type d'élection |
| -------------------------- | ----------- | --------------- |
| Maire                      | André Hinse | Sans opposition |
| Taux de participation: n/a |             |                 |

### Sainte-Edwidge-de-Clifton
| Poste/District             | Élu           | Type d'élection |
| -------------------------- | ------------- | --------------- |
| Maire                      | Linda Ouellet | Sans opposition |
| Taux de participation: n/a |               |                 |

### Sherbrooke
| Poste/District              | Élu            | Type d'élection |
| --------------------------- | -------------- | --------------- |
| Maire                       | Jean Perreault | Scrutin         |
| Taux de participation: 45 % |                |                 |

### Stanstead (canton)
| Poste/District              | Élu            | Type d'élection |
| --------------------------- | -------------- | --------------- |
| Maire                       | Eddy McCaughey | Scrutin         |
| Taux de participation: 61 % |                |                 |

### Stanstead-Est
| Poste/District             | Élu            | Type d'élection |
| -------------------------- | -------------- | --------------- |
| Maire                      | Harvey Lothrop | Scrutin         |
| Taux de participation: n/d |                |                 |

- Élu par tirage au sort après égalité des voix à la suite d'un recomptage judiciaire

### Stornoway
| Poste/District             | Élu          | Type d'élection |
| -------------------------- | ------------ | --------------- |
| Maire                      | Noël Grondin | Sans opposition |
| Taux de participation: n/a |              |                 |

### Stratford
| Poste/District             | Élu         | Type d'élection |
| -------------------------- | ----------- | --------------- |
| Maire                      | Gaétan Côté | Sans opposition |
| Taux de participation: n/a |             |                 |

### Stukely-Sud
| Poste/District             | Élu            | Type d'élection |
| -------------------------- | -------------- | --------------- |
| Maire                      | Richard Lajoie | Sans opposition |
| Taux de participation: n/a |                |                 |

### Ulverton
| Poste/District              | Élu           | Type d'élection |
| --------------------------- | ------------- | --------------- |
| Maire                       | Doris St-Jean | Scrutin         |
| Taux de participation: 81 % |               |                 |

### Val-Racine
| Poste/District             | Élu        | Type d'élection |
| -------------------------- | ---------- | --------------- |
| Maire                      | Luc Glaude | Sans opposition |
| Taux de participation: n/a |            |                 |

### Westbury
| Poste/District             | Élu            | Type d'élection |
| -------------------------- | -------------- | --------------- |
| Maire                      | Kenneth Coates | Sans opposition |
| Taux de participation: n/a |                |                 |